# Simi Peak
Simi Peak – najwyższy szczyt pasma górskiego Simi Hills w Hrabstwie Ventura, w pobliżu miasta Simi Valley w Kalifornii.
Góra znajduje się na terenie parku Cheeseboro and Palo Comado Canyons Open Space wchodzącego w skład National Park Service – Santa Monica Mountains National Recreation Area.